# Aziz Maeboodi
Aziz Maeboodi (sinh ngày 20 tháng 2 năm 1987) là một cầu thủ bóng đá người Iran thi đấu cho Gostaresh Foulad ở Persian Gulf Pro League.

## Sự nghiệp câu lạc bộ
Maeboodi dành toàn bộ sự nghiệp với Malavan.

### Thống kê sự nghiệp câu lạc bộ
Tính đến 8 tháng 8 năm 2014
| Thành tích câu lạc bộ | Thành tích câu lạc bộ | Thành tích câu lạc bộ | Giải vô địch | Giải vô địch |
| Mùa giải              | Câu lạc bộ            | Giải vô địch          | Số trận      | Bàn thắng    |
| Iran                  | Iran                  | Iran                  | Giải vô địch | Giải vô địch |
| --------------------- | --------------------- | --------------------- | ------------ | ------------ |
| 2009–10               | Malavan               | Pro League            | 5            | 0            |
| 2010–11               | Malavan               | Pro League            | 14           | 1            |
| 2011–12               | Malavan               | Pro League            | 12           | 0            |
| 2012–13               | Malavan               | Pro League            | 18           | 0            |
| 2013–14               | Malavan               | Pro League            | 11           | 0            |
| 2014–15               | Malavan               | Pro League            | 27           | 0            |
| Tổng cộng sự nghiệp   | Tổng cộng sự nghiệp   | Tổng cộng sự nghiệp   | 87           | 1            |